# 西原町

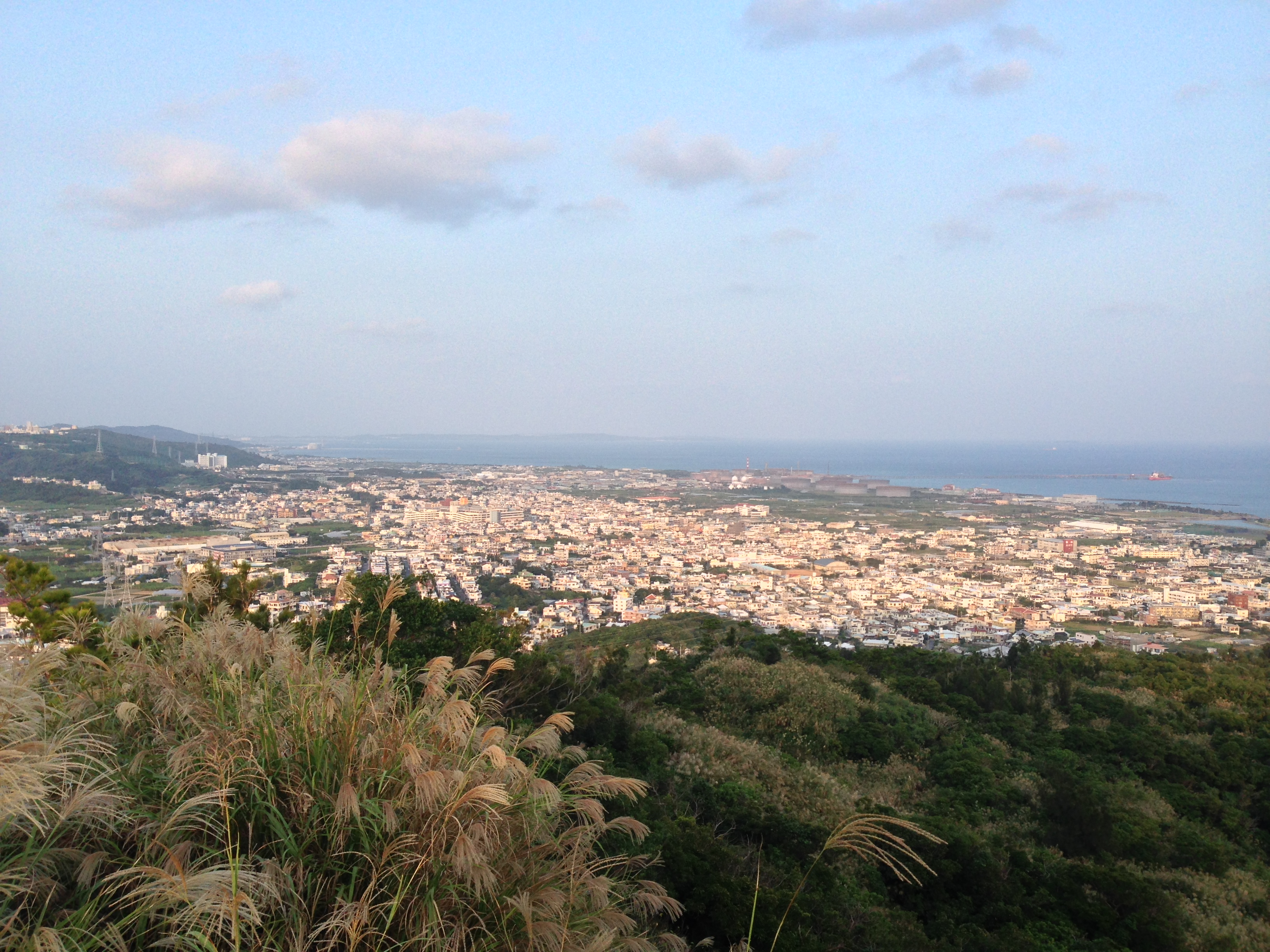
運玉森から西原町方面

西原町（にしはらちょう）は、沖縄本島の中部を占める中頭郡の町。那覇市の北東約10kmほどの位置にある。

## 概要
沖縄方言でニシは「北」を意味する言葉であり、西原とは琉球王国の中心であった首里の北に位置することに由来する。西原間切と呼ばれていたときには、現在の那覇市泊、天久、末吉、石嶺も当間切に含まれており、かなり広い範囲を占めていたが、後に那覇市に編入され、1920年にはほぼ現在のような領域となった。
1944年5月より、日本軍によって湾岸の埋立地に「沖縄東飛行場（小那覇飛行場）」の建設が開始されたが、建設途中で放棄。その後米軍により接収され、西原飛行場として使用されたが後に返還され、現在は石油精製工場、住宅地、サトウキビ畑などになっている。そのため、町内には米軍施設は存在しない。なお、沖縄戦では住民の半数が亡くなったと言われている。
戦前は稲作が中心だったが、戦後は、サトウキビ産業などが発達し、サトウキビの名産地となり、以前は新中糖産業が保有する県中南部で最大規模の製糖工場があった（現在は解体され跡地にサンエー西原シティが営業している）。
町内には県内唯一の国立大学である琉球大学を始め、私立である沖縄キリスト教学院大学、沖縄キリスト教短期大学の3つの大学が立地し、町では「文教のまち」としている。
また、与那原町との跨る部分においては中城湾港マリンタウンプロジェクトが実行されており、新たな土地開発が進んでいる。
かつて西原町、宜野湾市、中城村との合併計画があり協議会が設立されていたが、2003年に白紙となっている。

## 地理
沖縄本島中部の東海岸に位置する。

### 字一覧
元は村制前の17村を引き継いだ17字を置いていたが、このうち平良・石嶺は1908年に首里区に編入されたため、以後は15字が置かれた。のちに7字新設され、現在は22字を数える。
- 安室（あむろ）

行政区は西原ハイツを含む。
- 内間（うちま）

行政区は県営内間団地を含む。
- 翁長（おなが） - かつては間切番所がおかれていた。

行政区は坂田・坂田ハイツ・坂田高層住宅を含む。
- 小那覇（おなは） - 中城湾に面し、工業団地が設置されている。
- 掛保久（かけぼく）
- 我謝（がじゃ）

行政区は美咲を含む。
- 嘉手苅（かでかる）
- 幸地（こうち）

行政区は幸地ハイツ・幸地高層住宅を含む。
- 小橋川（こばしがわ）

行政区は西原台団地を含む。
- 小波津（こはつ）

行政区は県営西原団地・小波津団地を含む。
- 呉屋（ごや）
- 棚原（たなばる） - 1737年に浦添間切（現・浦添市）より編入。
- 津花波（つはなは）
- 桃原（とうばる）
- 与那城（よなぐすく）

行政区は平園を含む。
戦前は仲伊保・伊保之浜・崎原という集落があったが、米軍西原飛行場として土地を接収され集落は消滅した。この三集落の住民は1947年頃に我謝の県立農業試験場跡地に移住した。
以下は戦後に新設された字である。
- 池田（いけだ）：安室・桃原の一部が独立。
- 上原（うえはら）：棚原の一部が独立。 - 琉球大学病院の所在地。かつて松林であった。
- 兼久（かねく）：我謝の一部が独立。
- 千原（せんばる） ：棚原の一部が独立。
- 徳佐田（とくさだ）：棚原の一部が独立。
- 森川（もりかわ）：棚原の一部が独立。

以下は近年になって新設された字である。
- 東崎（あがりさき）：埋立により新設。平成に入ってからと思われるが詳細な時期は不詳。

### 隣接する自治体
- 那覇市（1954年8月までは首里市）
- 浦添市（1970年6月までは浦添村）
- 宜野湾市（1962年6月までは宜野湾村）
- 南風原町（1980年3月まで南風原村）
- 与那原町（1949年3月まで大里村）
- 中城村

### 人口
| |                                        |  |
| 西原町と全国の年齢別人口分布（2005年） | 西原町の年齢・男女別人口分布（2005年） |  |
| ■紫色 ― 西原町 ■緑色 ― 日本全国 | ■青色 ― 男性 ■赤色 ― 女性              |  |
| 西原町（に相当する地域）の人口の推移 \| 1970年（昭和45年） \| 9,736人 \| \| \| 1975年（昭和50年） \| 12,299人 \| \| \| 1980年（昭和55年） \| 16,305人 \| \| \| 1985年（昭和60年） \| 21,981人 \| \| \| 1990年（平成2年） \| 25,489人 \| \| \| 1995年（平成7年） \| 28,516人 \| \| \| 2000年（平成12年） \| 32,777人 \| \| \| 2005年（平成17年） \| 33,733人 \| \| \| 2010年（平成22年） \| 34,766人 \| \| \| 2015年（平成27年） \| 34,508人 \| \| \| 2020年（令和2年） \| 34,984人 \| \| |                                        |  |
| 総務省統計局 国勢調査より |                                        |  |
| 1970年（昭和45年） | 9,736人                                |  |
| 1975年（昭和50年） | 12,299人                               |  |
| 1980年（昭和55年） | 16,305人                               |  |
| 1985年（昭和60年） | 21,981人                               |  |
| 1990年（平成2年） | 25,489人                               |  |
| 1995年（平成7年） | 28,516人                               |  |
| 2000年（平成12年） | 32,777人                               |  |
| 2005年（平成17年） | 33,733人                               |  |
| 2010年（平成22年） | 34,766人                               |  |
| 2015年（平成27年） | 34,508人                               |  |
| 2020年（令和2年） | 34,984人                               |  |

## 歴史
17世紀初めの「琉球国高究帳」によると西原間切は津堅など、今より広い範囲に及んでいた。
- 1896年4月1日：郡区制により、西原間切は中頭方からそのまま中頭郡へ編入した（中頭郡はもともと中頭方）。
- 1906年10月1日：西原間切平良村・石嶺村の一部が首里区（現：那覇市）に編入。
- 1908年4月1日：島嶼町村制により、西原間切は西原村となる。
- 1920年：石嶺・末吉の集落が首里区（現：那覇市）に編入。ほぼ、現在のような領域となった。
- 1929年 - 1932年：9つの字が新設。
- 1944年5月10日：沖縄東飛行場の建設が開始（後に途中放棄）。
- 1945年
  - 5月：町内の運玉森に陣地を敷いていた歩兵第89連隊がアメリカ軍と交戦[1]。
  - 6月：沖縄戦の本格化により住民の約半数が死亡。沖縄東飛行場用地が米軍により接収。西原飛行場として建設される。
- 1959年：米軍西原飛行場が返還される。
- 1975年4月1日：那覇市境に近い一部の区域が那覇市に編入。
- 1979年4月1日：町制施行、西原町となる。
- 1979年：琉球大学が那覇市首里から移転（後に附属病院が那覇市与儀から移転、また新たに附属小学校と中学校が新設される）。
- 1987年10月8日：沖縄自動車道（石川 - 那覇間）が開通。
- 1989年：沖縄キリスト教短期大学が那覇市首里から移転。
- 2000年6月28日：那覇空港自動車道（南風原道路）が開通、同自動車道と沖縄自動車道の許田方面を接続する西原JCTが新設された（沖縄県内で高速道路どうしのジャンクション(JCT)は初めて）。
- 2003年10月1日：町内では最大店舗となるサンエー西原シティが開店。
- 2007年4月28日：西原マリンパーク（海浜公園）が開園。

## 行政

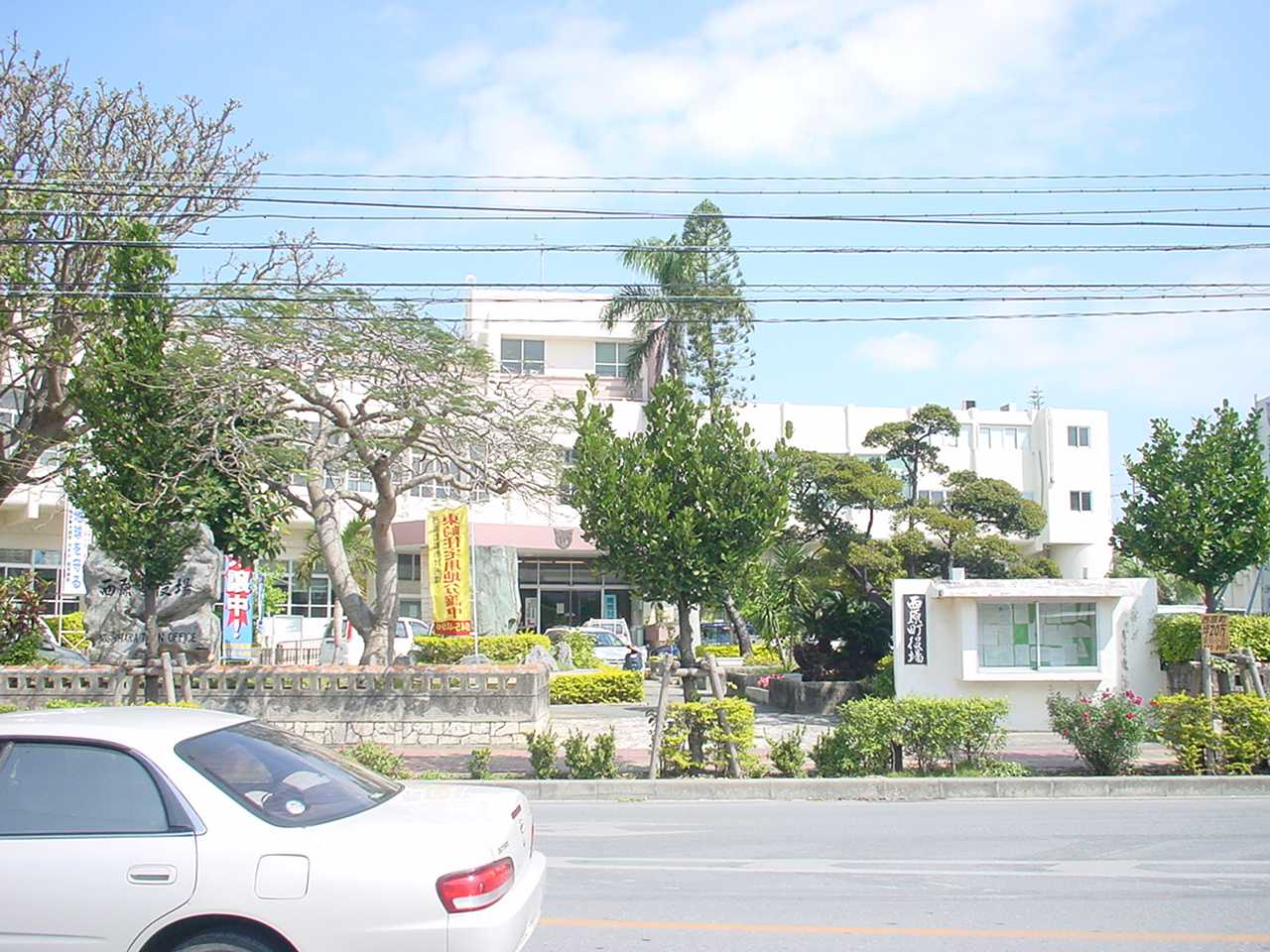
西原町役場旧庁舎（2014年5月2日まで使用）

全国規模で見ても珍しいすぐやる課を設置していた。（平成22年3月31日まで）
現在はすぐやる係に変更。

## 西原町議会
- 定数：19名（自民3、公明1、共産1、社民1、無所属13）
- 任期：2022年9月28日～2026年9月27日
- 議長：　大城　純孝（おおしろ　よしたか）
- 副議長：　大城　誠一（おおしろ　せいいち）
- 議員：　真栄城　哲（まえしろ　てつ）
- 議員：　与儀　清（よぎ　きよし）
- 議員：　大田　実（おおた　みのる）
- 議員：　山城　勝貴（やましろ かつたか）
- 議員：　儀間　駿太郎（ぎま　しゅんたろう）
- 議員：　伊集　悟（いじゅ さとる）
- 議員：　長浜　ひろみ（ながはま　ひろみ）
- 議員：　伊計　裕子（いけい　ひろこ）
- 議員：　喜納　昌盛（きな　まさもり）
- 議員：　新田　宗信（あらた そうしん）
- 議員：　與那嶺　良樹（よなみね　よしき）
- 議員：　新川　喜男（あらかわ　よしお）
- 議員：　宮里　洋史（みやざと　ひろふみ）
- 議員：　屋比久 満（やびく　みつる）
- 議員：　大城　好弘（おおしろ　よしひろ）
- 議員：　仲松　勤（なかまつ　つとむ）
- 議員：　前里　光信（まえさと　こうしん）

## 経済

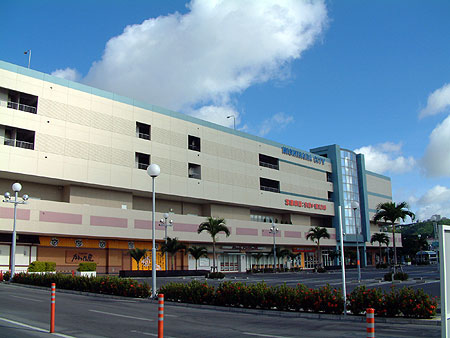
サンエー西原シティ

### 西原町に本社を置く企業
- 石川酒造場
- 金秀グループ
- 新中糖産業株式会社（かつての社名は中部製糖で製糖業務を行っていたが、現在は豊見城市の翔南製糖へ移譲）
- オキコ株式会社（沖縄最大手の製パン会社。麺類も製造している。）

## 教育

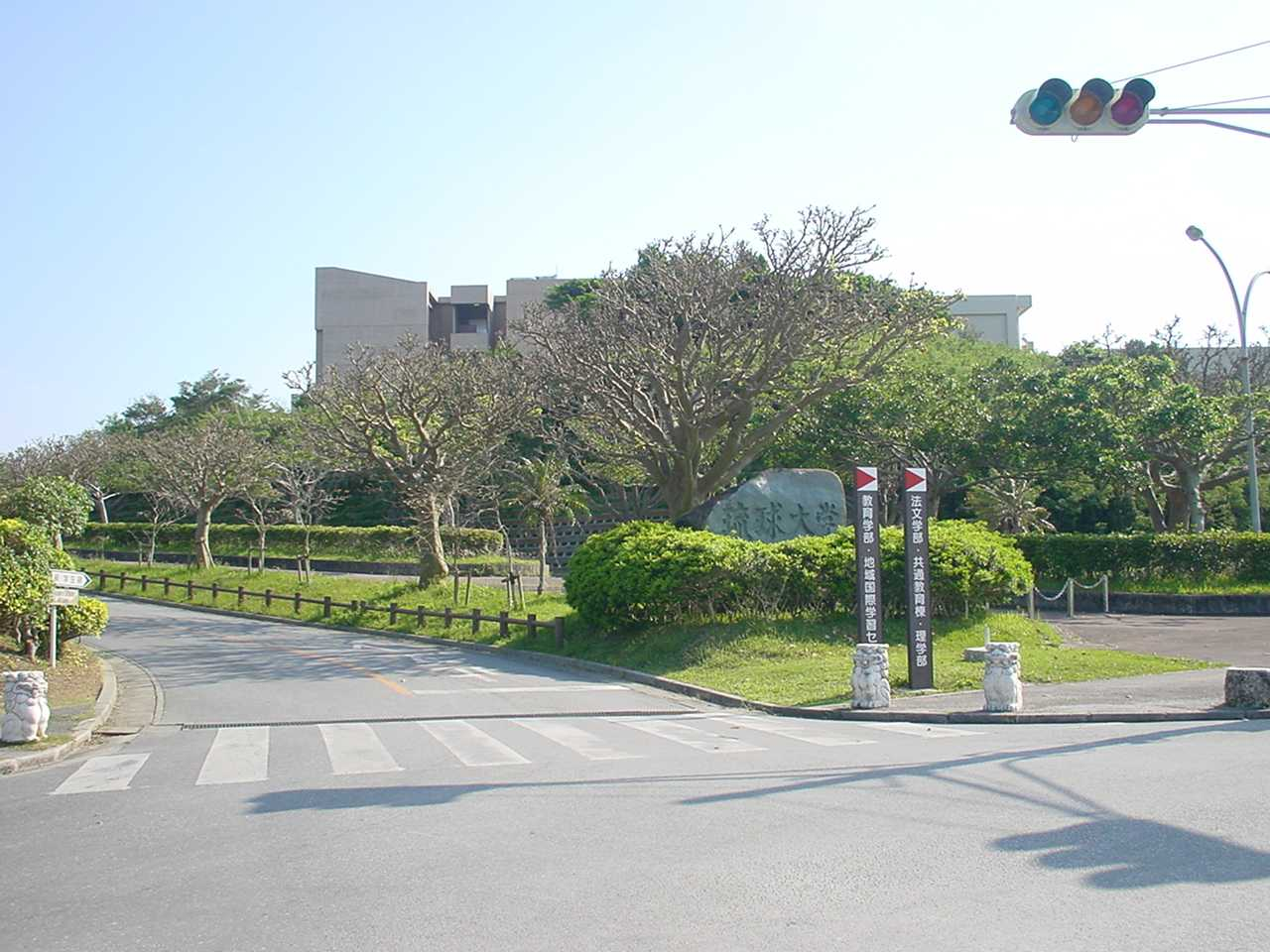
琉球大学

### 大学・短期大学
- 国立大学法人琉球大学
- 学校法人沖縄キリスト教学院沖縄キリスト教学院大学・沖縄キリスト教短期大学

### 高等学校
- 沖縄県立西原高等学校

### 中学校
- 西原町立西原中学校
- 西原町立西原東中学校
- 国立大学法人琉球大学教育学部附属中学校

### 小学校
- 西原町立坂田小学校
- 西原町立西原小学校
- 西原町立西原東小学校
- 西原町立西原南小学校
- 国立大学法人琉球大学教育学部附属小学校

### 特別支援学校
- 沖縄県立森川特別支援学校

### その他の教育機関
- 沖縄聖書神学校
- 沖縄信徒聖書学校
- 沖縄信徒伝道者学校

## 交通

### 鉄軌道
西原町内には鉄道路線は運行されていないが、隣の浦添市内にある沖縄都市モノレール線（ゆいレール）のてだこ浦西駅が町との境界近くにある。てだこ浦西駅や、那覇市の同線首里駅より路線バスに乗り換えて町内へアクセス可能。
戦前は、与那原と泡瀬を結ぶ馬車鉄道（沖縄軌道）が町内を経由していた。しかし、沖縄戦で破壊され、現在ではその面影を見ることはできない。
現在は、中部環状線（鉄軌道）の建設を周辺自治体と検討している。

### バス
西原町内を主に運行するバス会社は、那覇バスと東陽バスである。町内の起終点地としては那覇バス西原営業所と琉大駐車場（琉球大学北口）、そこを起終点とする路線がいくつか運行している。また、那覇市の那覇バスターミナルから泡瀬方面へ行く路線の経由地ともなっており、国道329号を運行している。沖縄自動車道を通る高速バスもあり、町内には「幸地」バス停が設けられている。
なお、上記てだこ浦西駅は幸地バス停からの乗り換え利用も可能な距離にある。
一時期、102番・西原普天間線という路線があったが、2004年の那覇バスへの営業譲渡の際に廃止された（この路線はかつては空港子供の国線→空港普天間線だったが、最後は西原まで短縮され廃止となった）。
なお、2008年9月1日から11月29日の間、西原町乗合タクシー・バス実証実験が行われた。県内他市（那覇市、沖縄市など）で行われた実証実験とは異なり、一般の路線バス車両ではなくジャンボタクシーを使用していた。また、朝のラッシュ時は小型バスも運行していた。経路は、西原マリンパークを起点として、西原町役場、小波津団地、池田地区を経由し、首里駅に至るものとなっていた。現在は運行されていない。
また、中城村コミュニティバス「護佐丸バス」が西原町内の琉大北口、ハートライフクリニックに乗り入れている。
下表の運行会社の「琉球」は琉球バス交通、「沖縄」は沖縄バス、「那覇」は那覇バス、「東陽」は東陽バスを示す。 ※BT=バスターミナル
| 番号                         | 路線名                             | 運行会社                     | 運行区間                           | 市町村 | 西原町内の主な経由地                       |
| 那覇市 - 西原町中心部 - 各地 | 那覇市 - 西原町中心部 - 各地       | 那覇市 - 西原町中心部 - 各地 | 那覇市 - 西原町中心部 - 各地       | 那覇市 - 西原町中心部 - 各地                                                                              | 那覇市 - 西原町中心部 - 各地               |
| ---------------------------- | ---------------------------------- | ---------------------------- | ---------------------------------- | --- | ------------------------------------------ |
| 30                           | 泡瀬東線                           | 東陽                         | 那覇BT - 泡瀬営業所                | 那覇市 - 南風原町 - 与那原町 - 西原町 - 中城村 - 北中城村 - 沖縄市                                        | 西原、内間（国道329号）                    |
| 125                          | 普天間空港線（中城経由）           | 那覇                         | 那覇空港 - ライカム                | 那覇市 - 浦添市 - 宜野湾市 - 西原町 - 中城村 - 宜野湾市 - 北中城村                                        | 上原                                       |
| 333                          | 那覇西原（末吉経由）線             | 那覇                         | 那覇BT - 西原営業所                | 那覇市 - 浦添市 - 西原町                                                                                  | 西原町役場、西原、西原中学校、幸地入口     |
| 346                          | 那覇西原（鳥堀経由）線             | 那覇                         | 那覇BT - 西原営業所                | 那覇市 - 西原町                                                                                           | 西原町役場、西原、西原中学校、幸地         |
| 琉球大学発着                 |                                    |                              |                                    | |                                            |
| 94                           | 首里駅琉大快速線                   | 那覇                         | 首里駅前 - 琉大駐車場              | 那覇市 - 西原町- 中城村 - 西原町                                                                          | 棚原、琉球大学病院、琉大駐車場             |
| 97                           | 琉大（首里）線                     | 那覇                         | 那覇BT - 琉大北口                  | 那覇市 - 浦添市 - 西原町- 中城村 - 宜野湾市 - 西原町                                                      | 棚原、琉球大学病院、上原、琉大駐車場       |
| 98                           | 琉大（バイパス）線                 | 琉球                         | 道の駅豊崎 - 琉大駐車場            | 豊見城市 - 那覇市 - 浦添市 - 宜野湾市 - 浦添市 - 宜野湾市 - 西原町                                        | 琉大駐車場                                 |
| 294                          | てだこ琉大快速線                   | 那覇                         | てだこ浦西駅 - 琉大附属小学校      | 浦添市 - 西原町- 中城村 - 西原町                                                                          | 徳佐田入口、棚原、琉球大学病院、琉大駐車場 |
| 297                          | 沖国琉大快速線                     | 那覇                         | てだこ浦西駅 - 琉大附属小学校      | 浦添市 - 宜野湾市 - 西原町                                                                                | 琉大駐車場                                 |
| 沖縄自動車道経由             |                                    |                              |                                    | |                                            |
| 111                          | 高速バス                           | 琉球 沖縄 那覇 東陽          | 那覇空港 - 名護BT                  | 那覇市 - 南風原町 - 西原町- 宜野湾市 - 中城村 - 北中城村 - 沖縄市 - うるま市 - 金武町 - 宜野座村 - 名護市 | 幸地                                       |
| 117                          | 高速バス（美ら海直行）             | 琉球 沖縄 那覇               | 那覇空港 - ホテルオリオンモトブ    | 那覇市 - 南風原町 - 西原町- 宜野湾市 - 中城村 - 北中城村 - 沖縄市 - うるま市 - 名護市 - 本部町            | 幸地                                       |
| 113                          | 具志川空港線                       | 琉球                         | 那覇空港 - 具志川BT                | 那覇市 - 南風原町 - 西原町- 宜野湾市 - 中城村 - 北中城村 - 沖縄市 - うるま市                              | 幸地                                       |
| 123                          | 石川空港線                         | 琉球                         | 那覇空港 - 東山駐車場              | 那覇市 - 南風原町 - 西原町- 宜野湾市 - 中城村 - 北中城村 - 沖縄市 - うるま市                              | 幸地                                       |
| 127                          | 屋慶名（高速）線                   | 沖縄                         | 旭町 - 屋慶名BT                    | 那覇市 - 南風原町 - 西原町- 宜野湾市 - 中城村 - 北中城村 - 沖縄市 - うるま市                              | 幸地                                       |
| 152                          | イオンモール沖縄ライカム（高速）線 | 琉球                         | 那覇空港 - ライカム                | 那覇市 - 南風原町 - 西原町- 宜野湾市 - 中城村 - 北中城村                                                  | 幸地                                       |
| その他                       |                                    |                              |                                    | |                                            |
| 233                          | 西原てだこ線                       | 那覇                         | てだこ浦西駅 - 西原営業所          | 浦添市 - 西原町                                                                                           | 西原町役場、西原、西原中学校               |
| 256                          | 浦添てだこ線                       | 琉球                         | 豊崎美らSUNビーチ前 - てだこ浦西駅 | 豊見城市 - 那覇市 - 浦添市 - 西原町 - 浦添市                                                              | 徳佐田入口                                 |
| 護 佐 丸 バ ス               | 久場琉大線                         | ひが皮膚科 - 中部商業高校前  | ひが皮膚科 - 中部商業高校前        | 中城村コミュニティバスであり基本的に中城村内のみ運行。西原町・宜野湾市にも停車地がある。                  | 琉大北口                                   |
| 護 佐 丸 バ ス               | 伊集回り線 久場回り線              | 吉の浦会館（起終点）         | 吉の浦会館（起終点）               | 中城村コミュニティバスであり基本的に中城村内のみ運行。西原町・宜野湾市にも停車地がある。                  | 琉大北口、ハートライフクリニック           |

### 道路
- 沖縄自動車道
  - 西原ジャンクション（那覇空港自動車道～許田方面のみ出入口あり）

（西原インターチェンジは町内ではなく、町に隣接している浦添市西原にある。接続する国道330号西原バイパスも町内を通らず浦添市西原を通っている）
- 那覇空港自動車道（国道506号・南風原道路）
- 国道329号
  - 与那原バイパス
- 沖縄県道29号那覇北中城線（主要地方道）
- 沖縄県道38号浦添西原線（主要地方道）※床屋がおおいため、「サンパチ通り」の愛称でも親しまれている
- 沖縄県道77号糸満与那原線（主要地方道）
- 沖縄県道34号宜野湾西原線
- 沖縄県道155号線
- 沖縄県道241号宜野湾南風原線
- 沖縄県道253号浦西停車場線
- 沖縄県道254号幸地インター線

## 郵便
郵便番号
かつて町内の郵便は西原郵便局が受け持っていたが、2006年9月より浦添市を管轄している浦添郵便局が受け持つようになった。郵便番号は以下の通りとなっている。
- 浦添郵便局：903-01xx（一般）、903-02xx（大口事業者用）

郵便局
- 西原我謝郵便局
- 西原坂田郵便局
- 西原郵便局
- 琉球大学病院内簡易郵便局

## 消防
南風原町にある東部消防署が西原町、南風原町、与那原町の3町を管轄している。西原町には東部消防署西原出張所（字翁長282）が設置されている。

## 警察
浦添市にある浦添警察署が管轄している。また、町内に2ヶ所交番が設置されている。
- 小那覇交番（西原町字嘉手苅）
- 坂田交番（西原町字棚原）

## 主な河川
- 小波津川
- 兼久川

川の画像

## 名所・旧跡
- 内間御殿（国指定史跡）
- 西原マリンパーク

## 出身有名人
- 大田阿斗里 - プロ野球選手（横浜DeNAベイスターズ）、警視庁警察官
- 伊波伴准 - 岩手朝日テレビアナウンサー
- 平良幸市 - 元沖縄県知事
- 祖堅方範 - 空手家
- 小橋川隆太（イブンカ）-お笑い芸人
- 仲本百合香（小那覇）- タレント、モデル、FECオフィス所属、ミス・スプラナショナル2018日本グランプリ